# Чернівецько-Буковинська єпархія (Карловацька митрополія)
Чернівецько-Буковинська єпархія (Чернівецька єпархія; Буковинська єпархія) — єпархія Карловацького патріархату на території Буковини.

## Християнізація Буковини
X-XIV ст. ст. — місцеві парафії належали до Київської митрополії.
XIV-XV ст. ст. — парафії належали до Галицької митрополії.
XV-XVIII ст.ст. — більша частина сьогоднішньої Чернівецько-Буковинської єпархії належала до складу Радівецької єпархії Молдовської митрополії.
Богослужбовою та діловою мовою — була староукраїнська. Владики дбали про розвиток місцевих парафій, засновували манастирі, замовляли зі Львова та Києва церковно-богослужбові книги, або й самі переписували їх. З стародавнього молдовського роду Могил в Радівцях вийшло два єпископи — Феофан (1520—1535) і Юрій (1579—1586). Останній був дядьком Київського митрополита Петра Могили і після архієрейського служіння в Радівцях займав кафедру митрополита Сучавського і Молдовського. Більше того, Сучавська митрополія опікувалася слабкою, на той час, православною церквою у Галичині. З перенесенням митрополичої кафедри у Ясси, місцеві парафії відповідно були перепідпорядковані Яському митрополиту. З того часу було запроваджено у богослужіння румунську мову. Розпочався процес тотальної румунізації.

## Буковинська єпархія
У 1774-1775 р.р. західна частина Буковини відійшла Габсбурзькій монархії. Практично відразу приступили до реорганізації церковного устрою у краї. У результаті переговорів 24 квітня 1781 року Ясський митрополит відмовився від своєї юрисдикції над Радівецькою єпархією й тими парафіями Буковини, які раніше належали безпосередньо до його єпархії. У відповідь Радівецький єпископ Дсифей (Херескул) відмовився від своєї духовної влади над парафіями, які залишилися в Молдовському князівстві. Того ж року, Цісар Йосиф II своїм патентом (указом) об'єднав всі парафії та манастирі в межах австрійської Буковини в одну — Чернівецьку єпархію. 12 лютого 1782 року відбулася інтронізація Досифея (Херескула) як єпископа Чернівецького й Буковинського. Згодом у Чернівцях було збудовано митрополичу резиденцію й засновано Консисторію. Відповідно до цісарського патенту від 4 липня 1783 року Буковинську єпархію було включено до складу Карловацької митрополії, яка об'єднувала всі православні парафії імперії.

Того ж року австрійським урядом було створено Релігійний фонд Буковини. За рахунок цього фонду підтримувався матеріальний рівень духовенства, чернецтва, а також — утримувались манастирі, школи, церкви, духовні установи, такі як «Богословський інститут у Чернівцях» (1824), «Богословський факультет» при Чернівецькому університеті (1875), будувався Свято-Духівський кафедральний собор (1860 р.) в Чернівцях тощо. Православну паству Буковини головним чином утворювали русини та волохи.
У внутрішньому управлінні місцева єпархія була самостійною й керувалася своїм статутом — «Духовним регламентом» від 29 квітня 1786 року, затвердженим цісарем. Відповідно до регламенту Буковинська єпархія управлялася правлячим архієреєм та консисторією, що діяла під його керівництвом. Спочатку консисторія складалася з 6 осіб, а з 1869 року — з 9. Право обрання й призначення членів консисторії, за узгодженням з місцевою державною владою мав архієрей, але іноді ці функції виконувало Міністерство віросповідань та освіти Австрійської імперії.
Першим українцем, який зайняв чернівецьку єпископську кафедру (1835 р.) став Євгеній (Гакман). Своєю ініціативністю, дієвістю та наполегливістю у справі розбудови православної церкви на Буковині, архієрей заробив заслужений авторитет у краї та далеко за його межами. Владика Євгеній доклав чимало зусиль для подолання дискримінації русинів, зрівняння їх в правах із румунськими духовними братами. Українська мова отримала в єпархії статус офіційної на рівні з румунською, викладання у духовних навчальних закладах почали вести двома мовами, у духовенстві дотримувався паритет між представниками двох етнічних груп. При цьому, архієрей відстоював права українців не тільки у церковній, а й у суспільно-політичній сферах.
Така діяльність владики Євгенія наштовхнулася на шалений спротив консервативної румунської боярської верхівки. Архієрея почали цькувати як в місцевих румуномовних ЗМІ, так і за межами краю. Крім того, після «Весни народів», що докотилася й до Буковини, значно активізувалися «румунські автономісти». Досягнувши мети щодо відокремлення краю від Галичини й створення окремого коронного краю Герцогство Буковина, було розпочато кампанію з його приєднання до «румунської» Трансільванії. Крім того, лобіювалось питання приєднання Буковинської єпархії до новоствореної Семигородської (румунської) митрополії.

Не допустив реалізації цих намірів владика Євгеній, який усвідомлював можливі наслідки для буковинських українців і був категоричним противником подібних планів. Завдяки особистому авторитету архієрея та його впливовим зв'язкам «автономістів» було нейтралізовано, і розпочато роботу із створення самостійної Буковинської митрополії.

## Архієреї єпархії
- Єпископ Досифей (Херескул) 13.02.1782 — 02.02.1789
- Єпископ Даниїл (Влахович) 23.03.1789 — 20.08.1822
- Єпископ Ісая (Балошескул) 29.07.1823 — 26.09.1834
- Єпископ Євгеній (Гакман) 08.05.1835 — 23.01.1873

## Галерея

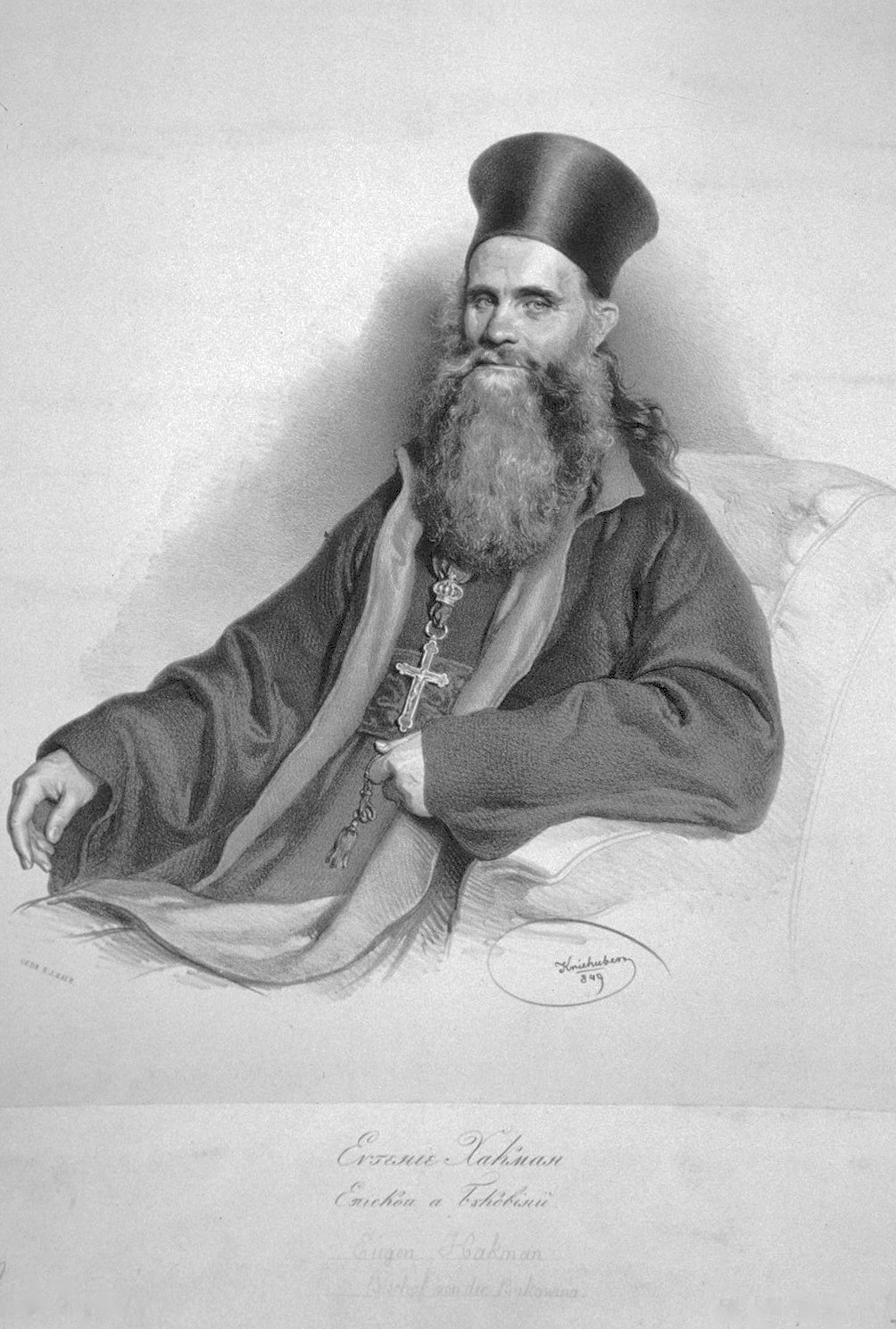
Владика Євгеній (Гакман) - 1849